# 김정철 (1981년)
김정철(金正哲, 1981년 9월 25일 ~ )은 조선민주주의인민공화국 최고 지도자였던 김정일의 차남이다. 본관은 전주. 어머니는 일본 오사카 쓰루하시 태생의 재일 조선인 2세 고영희다. 형제자매로는 배다른 누나는 김혜경, 남동생인 김정은, 여동생은 김여정이 있다.

## 생애
1996년경에 스위스 베른의 베른국제학교에 Pak Chol(박철)이라는 이름으로 유학하고 있었던 것으로 보였으나, 1998년에 졸업을 앞두고 갑자기 귀국하였다.
2006년 6월 독일을 여행 중인 모습이 후지TV에 의해 보도되었다. 이 여행은 어떠한 치료를 받기 위한 것이라는 관측이 있었다. 이 여행 중, 에릭 클랩튼의 콘서트에 4일간 모두 방문하였다. 그 당시에 취재하려고 하면 "Why?"라는 반응을 시종일관 보였다. 2007년에는 김일성 군사 대학에서 군사학을 수료하였으며, 김정일 총서기의 군시찰에 동행하고 있었다고 보도되었다.
2011년 2월, 에릭 클랩튼의 싱가포르 공연장에서 여동생 김여정으로 추측되는 인물과 함께 목격되었다.
2015년 5월 20경, 에릭 클랩튼의 싱가포르 공연장에서 이번에도 여성과 함께 목격되었다.
김정은의 친형임에도 불구하고, 동생인 김정은에게 절대 복종하고 있으며 북한 정치에는 일절 관여하지 않고 있다.

## 가계도
|                     |                     |                     |                     |                     |                     |                     |                     |                         |                         |                         |                         |                         |                         |                         |                         | 김일성 金日成 1912~1994 | 김일성 金日成 1912~1994 | 김일성 金日成 1912~1994 | 김일성 金日成 1912~1994 | 김일성 金日成 1912~1994 | 김일성 金日成 1912~1994 |                     |                     |                     |                     |  |  |                         |                         |                         |                         |                         |                         |  |  |                     |                     |                     |                     | 김정숙 金正淑 1917~1949 | 김정숙 金正淑 1917~1949 | 김정숙 金正淑 1917~1949 | 김정숙 金正淑 1917~1949 | 김정숙 金正淑 1917~1949 | 김정숙 金正淑 1917~1949 |                     |                     |                     |                     |                 |                 |                     |                     |                     |                     |                     |                     |
|                     |                     |                     |                     |                     |                     |                     |                     |                         |                         |                         |                         |                         |                         |                         |                         | 김일성 金日成 1912~1994 | 김일성 金日成 1912~1994 | 김일성 金日成 1912~1994 | 김일성 金日成 1912~1994 | 김일성 金日成 1912~1994 | 김일성 金日成 1912~1994 |                     |                     |                     |                     |  |  |                         |                         |                         |                         |                         |                         |  |  |                     |                     |                     |                     | 김정숙 金正淑 1917~1949 | 김정숙 金正淑 1917~1949 | 김정숙 金正淑 1917~1949 | 김정숙 金正淑 1917~1949 | 김정숙 金正淑 1917~1949 | 김정숙 金正淑 1917~1949 |                     |                     |                     |                     |                 |                 |                     |                     |                     |                     |                     |                     |
|                     |                     |                     |                     |                     |                     |                     |                     |                         |                         |                         |                         |                         |                         |                         |                         |                         |                         |                         |                         |                         |                         |                     |                     |                     |                     |  |  |                         |                         |                         |                         |                         |                         |  |  |                     |                     |                     |                     |                         |                         |                         |                         |                         |                         |                     |                     |                     |                     |                 |                 |                     |                     |                     |                     |                     |                     |
|                     |                     |                     |                     |                     |                     |                     |                     |                         |                         |                         |                         |                         |                         |                         |                         |                         |                         |                         |                         |                         |                         |                     |                     |                     |                     |  |  |                         |                         |                         |                         |                         |                         |  |  |                     |                     |                     |                     |                         |                         |                         |                         |                         |                         |                     |                     |                     |                     |                 |                 |                     |                     |                     |                     |                     |                     |
| 홍일천 洪一茜 1942~ | 홍일천 洪一茜 1942~ | 홍일천 洪一茜 1942~ | 홍일천 洪一茜 1942~ | 홍일천 洪一茜 1942~ | 홍일천 洪一茜 1942~ |                     |                     | 성혜림 成蕙琳 1937~2002 | 성혜림 成蕙琳 1937~2002 | 성혜림 成蕙琳 1937~2002 | 성혜림 成蕙琳 1937~2002 | 성혜림 成蕙琳 1937~2002 | 성혜림 成蕙琳 1937~2002 |                         |                         | 김영숙 金英淑 1947~     | 김영숙 金英淑 1947~     | 김영숙 金英淑 1947~     | 김영숙 金英淑 1947~     | 김영숙 金英淑 1947~     | 김영숙 金英淑 1947~     |                     |                     |                     |                     |  |  | 김정일 金正日 1941~2011 | 김정일 金正日 1941~2011 | 김정일 金正日 1941~2011 | 김정일 金正日 1941~2011 | 김정일 金正日 1941~2011 | 김정일 金正日 1941~2011 |  |  |                     |                     |                     |                     | 고용희 高容姬 1952~2004 | 고용희 高容姬 1952~2004 | 고용희 高容姬 1952~2004 | 고용희 高容姬 1952~2004 | 고용희 高容姬 1952~2004 | 고용희 高容姬 1952~2004 |                     |                     | 김옥 金玉 1964~     | 김옥 金玉 1964~     | 김옥 金玉 1964~ | 김옥 金玉 1964~ | 김옥 金玉 1964~     | 김옥 金玉 1964~     |                     |                     |                     |                     |
| 홍일천 洪一茜 1942~ | 홍일천 洪一茜 1942~ | 홍일천 洪一茜 1942~ | 홍일천 洪一茜 1942~ | 홍일천 洪一茜 1942~ | 홍일천 洪一茜 1942~ |                     |                     | 성혜림 成蕙琳 1937~2002 | 성혜림 成蕙琳 1937~2002 | 성혜림 成蕙琳 1937~2002 | 성혜림 成蕙琳 1937~2002 | 성혜림 成蕙琳 1937~2002 | 성혜림 成蕙琳 1937~2002 |                         |                         | 김영숙 金英淑 1947~     | 김영숙 金英淑 1947~     | 김영숙 金英淑 1947~     | 김영숙 金英淑 1947~     | 김영숙 金英淑 1947~     | 김영숙 金英淑 1947~     |                     |                     |                     |                     |  |  | 김정일 金正日 1941~2011 | 김정일 金正日 1941~2011 | 김정일 金正日 1941~2011 | 김정일 金正日 1941~2011 | 김정일 金正日 1941~2011 | 김정일 金正日 1941~2011 |  |  |                     |                     |                     |                     | 고용희 高容姬 1952~2004 | 고용희 高容姬 1952~2004 | 고용희 高容姬 1952~2004 | 고용희 高容姬 1952~2004 | 고용희 高容姬 1952~2004 | 고용희 高容姬 1952~2004 |                     |                     | 김옥 金玉 1964~     | 김옥 金玉 1964~     | 김옥 金玉 1964~ | 김옥 金玉 1964~ | 김옥 金玉 1964~     | 김옥 金玉 1964~     |                     |                     |                     |                     |
|                     |                     |                     |                     |                     |                     |                     |                     |                         |                         |                         |                         |                         |                         |                         |                         |                         |                         |                         |                         |                         |                         |                     |                     |                     |                     |  |  |                         |                         |                         |                         |                         |                         |  |  |                     |                     |                     |                     |                         |                         |                         |                         |                         |                         |                     |                     |                     |                     |                 |                 |                     |                     |                     |                     |                     |                     |
|                     |                     |                     |                     |                     |                     |                     |                     |                         |                         |                         |                         |                         |                         |                         |                         |                         |                         |                         |                         |                         |                         |                     |                     |                     |                     |  |  |                         |                         |                         |                         |                         |                         |  |  |                     |                     |                     |                     |                         |                         |                         |                         |                         |                         |                     |                     |                     |                     |                 |                 |                     |                     |                     |                     |                     |                     |
|                     |                     |                     |                     | 김혜경 金惠敬 1968~ | 김혜경 金惠敬 1968~ | 김혜경 金惠敬 1968~ | 김혜경 金惠敬 1968~ | 김혜경 金惠敬 1968~     | 김혜경 金惠敬 1968~     |                         |                         | 김정남 金正男 1971~2017 | 김정남 金正男 1971~2017 | 김정남 金正男 1971~2017 | 김정남 金正男 1971~2017 | 김정남 金正男 1971~2017 | 김정남 金正男 1971~2017 |                         |                         | 김설송 金雪松 1974~     | 김설송 金雪松 1974~     | 김설송 金雪松 1974~ | 김설송 金雪松 1974~ | 김설송 金雪松 1974~ | 김설송 金雪松 1974~ |  |  | 김춘송 金春松 1975~     | 김춘송 金春松 1975~     | 김춘송 金春松 1975~     | 김춘송 金春松 1975~     | 김춘송 金春松 1975~     | 김춘송 金春松 1975~     |  |  | 김정철 金正哲 1981~ | 김정철 金正哲 1981~ | 김정철 金正哲 1981~ | 김정철 金正哲 1981~ | 김정철 金正哲 1981~     | 김정철 金正哲 1981~     |                         |                         | 김정은 金正恩 1984~     | 김정은 金正恩 1984~     | 김정은 金正恩 1984~ | 김정은 金正恩 1984~ | 김정은 金正恩 1984~ | 김정은 金正恩 1984~ |                 |                 | 김여정 金與正 1987~ | 김여정 金與正 1987~ | 김여정 金與正 1987~ | 김여정 金與正 1987~ | 김여정 金與正 1987~ | 김여정 金與正 1987~ |

- 증조부 김형직
- 증조모 강반석
- 진외조부 김중산
- 친조부 김일성
- 친조모 김정숙
- 외증조부 고영옥
- 큰외조부 고경찬
- 외조부 고경택
- 외조모 이맹인
- 부친 김정일
- 전모 홍일천
- 이복 누나 김혜경
- 전모 성혜림
- 이복 형 김정남
- 전모 김영숙
- 이복 누나 김설송
- 이복 누나 김춘송
- 생모 고용희
- 자신 김정철
- 자녀
- 남동생 김정은
- 조카 김정주
- 조카 김주애
- 조카 이름 불명(남자)
- 여동생 김여정
- 조카
- 계모 김옥
- 여동생 이름 불명(2008년생)